# 선도대

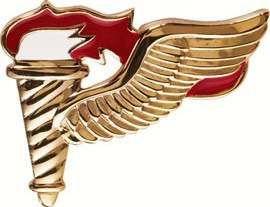
미국 육군 선도대 휘장.

선도대(先導隊, pathfinder 패스파인더[*])는 군대에서 공수작전이나 헬기착륙작전, 폭격작전, 물품투척 및 회수작전 등 공중과 지상의 공조가 필요한 작전에서, 그 작전을 지원하기 위해 작전 현장에 가장 먼저 파견되는 육군부대 또는 항공기편대를 말한다. 주로 제2차 세계대전 때 별도의 병과로서 존재했고, 이후 여러 국가에서 선도대의 후신 부대들을 운영하고 있다.
선도대는 주로 횃불을 표장으로 사용했다.

## 같이 보기
- 공수부대 목록